# Fernando de los Ríos
Fernando de los Ríos Urruti (Ronda, 8 de dezembro de 1879 - Nova Iorque, 31 de maio de 1949 foi um político, diplomata, líder e ideólogo socialista espanhol, considerado como um dos personagens mais importantes do pensamento socialista espanhol. Destacou-se pela sua proposta de um socialismo humanista, numa perspectiva não-revolucionária e devida à vanguarda da democracia social política e ética europeia, e no quadro político da democracia liberal, sem concessões às aspirações totalitárias.

## Biografia
Órfão aos quatro anos de idade, começou seus estudos em Córdoba e quando a família se mudou, em 1895, para Madrid, continuou seus estudos lá no Instituto de Ensino Livre.
Ele se formou em Direito em 1901 e começou seu trabalho como professor no Instituto de Ensino Livre. Fez o doutoramento em direito em 1907 com a tese "A Filosofia de Platão". Obteve a cátedra de direito político (uma disciplina intermediária entre Direito Constitucional e Ciência Política) da Universidade de Granada, onde foi professor e, em seguida, um amigo de Federico García Lorca, que viria a ser um grande poeta e dramaturgo.
Em 1919 ingressou no Partido Socialista Operário Espanhol (PSOE), participou das eleições daquele ano e foi eleito deputado por Granada. Em 1920, foi eleito membro do Comité Executivo do PSOE e, nessa qualidade, foi à Rússia para verificar a possibilidade da entrada do PSOE no Comintern. A percepção que ele tinha da deriva totalitária empreendida pela Revolução Russa significava que De los Ríos se opunha à entrada do partido na Terceira Internacional. A conseqüência foi a libertação de alguns dissidentes que formaram o primeiro núcleo do Partido Comunista da Espanha.
Em 1923, foi novamente eleito deputado, nesta ocasião pelo círculo eleitoral de Madrid, e testemunhou o golpe militar do general Miguel Primo de Rivera. Imediatamente, e contra a opinião de importantes líderes do PSOE, opôs-se à colaboração com a ditadura. Em 1930, participou do pacto de San Sebastián, o que levou ao levantamento de Jaca e seu encarceramento.
Lançado em 1931, pouco antes da proclamação da Segunda República Espanhola, participou das eleições e foi novamente eleito deputado. Entrou como ministro da Justiça no governo interino a partir de abril 14-14 outubro foi liderada por Niceto Alcalá Zamora e foi confirmado no mesmo escritório de 14 outubro a 16 dezembro de 1931, em primeiro governo do chamado biênio reformista presidido por Manuel Azaña.
Após a aprovação, em 9 de dezembro de 1931, da nova Constituição, de los Ríos volta para o gabinete de Manuel Azaña como Ministro da Educação e Belas Artes. Neste período promoveu uma reforma do sistema escolar (então caracterizado por uma prevalência de escola particular, eminentemente católica, em comparação com a escola pública) que levou, entre outras coisas, à criação da Universidad Internacional Menéndez Pelayo. Em 12 de junho de 1933, dirigiu o Ministério de Estado até 12 de setembro de 1933, dia em que Manuel Azaña renunciava.
Ele foi reeleito nas eleições de 1933 e 1936. Nestas últimas eleições, realizadas em fevereiro, ele ganhou um assento no parlamento para a província de Granada, com 99,749 votos. Votar nesta província foi declarado inválido. Repetidos em 3 de maio, De los Ríos obteve 224.498 votos de um total de 260.448.
Quando estourou a Guerra Civil Espanhola, estava em Genebra, onde foi ver Pablo de Azcárate, Secretário Geral Adjunto da Liga das Nações. Ambos reorganizaram a embaixada espanhola na França, da qual de los Ríos assumiu o comando até Álvaro de Albornoz tomar posse dela. Mais tarde foi enviado como embaixador aos Estados Unidos, onde permaneceu chefe da legação republicana até ao final da guerra civil. Em 1939, tornou-se professor da "Nova Escola de Pesquisa Social em Nova Iorque". Nesta cidade viveu até à sua morte em 1949.